# Batrachiderpeton
Genre
Batrachiderpeton est un genre fossile de lépospondyles nectridiens de la famille des Diplocaulidae.

## Présentation
C'était un membre basal de cette famille dont la période d'existence s'établit au Carbonifère. L'espèce type, Batrachiderpeton reticulatum, a été trouvée dans un champ houiller du Northumberland, en Angleterre, dans une localité qui recélait également les restes d’Anthracosaurus russelli.

## Liste des espèces
Selon Paleobiology Database (3 mai 2023) :
- Batrachiderpeton lineatum Hancock & Atthey, 1869
- Batrachiderpeton reticulatum (Hancock & Atthey, 1869) Espèce type

## Classification
Le nom valide complet (avec auteur) de ce taxon est Batrachiderpeton Hancock & Atthey (d), 1871.

### Fossiles
Selon Paleobiology Database en 2023, deux collections de fossiles sont référencées du Carbonifère du Royaume-Uni.